# Резенде (Португалія)
Резе́нде (порт. Resende; МФА: [ʁɨ.ˈzẽ.dɨ], Ризе́нди) — муніципалітет і містечко в Португалії, в окрузі Візеу. Розташований у центрально-північній частині країни, на теренах історичної португальської провінції Бейра. Належить до Ламегуської діоцезії Католицької церкви в Португалії. Права міського самоврядування має з 1514 року. Поділяється на 11 парафій. За адміністративним поділом, чинним до 1976 року, був складовою провінції Берегове Дору. Площа муніципалітету — 123,35 км², населення муніципалітету — 11364 ос. (2011); густота населення — 92,13 осіб/км²
. Патрон — Іван Хреститель. Святковий день муніципалітету — 29 вересня. Поштовий індекс — 4660-215.  Код місцевої адміністративної одиниці — 1813. Складова статистичного регіону Північ.

## Назва
- Резенде (порт. Resende, стара орфографія: порт. Rezende) — сучасна португальська назва.

## Географія
Резенде розташоване на півночі Португалії, на півночі округу Візеу.
Резенде межує на півночі з муніципалітетами Байан і Мезан-Фріу, на сході — з муніципалітетом Ламегу, на півдні — з муніципалітетом Каштру-Дайре, на заході — з муніципалітетом Сінфайнш.

## Історія
1514 року португальський король Мануел I надав Резенде форал, яким визнав за поселенням статус містечка та муніципальні самоврядні права.

## Населення
| Кількість мешканців | Кількість мешканців | Кількість мешканців | Кількість мешканців | Кількість мешканців | Кількість мешканців | Кількість мешканців | Кількість мешканців | Кількість мешканців | Кількість мешканців | Кількість мешканців | Кількість мешканців | Кількість мешканців | Кількість мешканців | Кількість мешканців |
| ------------------- | ------------------- | ------------------- | ------------------- | ------------------- | ------------------- | ------------------- | ------------------- | ------------------- | ------------------- | ------------------- | ------------------- | ------------------- | ------------------- | ------------------- |
| 1864                | 1878                | 1890                | 1900                | 1911                | 1920                | 1930                | 1940                | 1950                | 1960                | 1970                | 1981                | 1991                | 2001                | 2011                |
| 17 799              | 18 642              | 19 228              | 19 334              | 20 324              | 21 193              | 21 894              | 22 820              | 21 851              | 20 226              | 16 065              | 15 356              | 13 675              | 12 370              | 11 364              |